# Fiume d'autunno
Fiume d'autunno è un dipinto a olio su cartone (20×30,5 cm) realizzato nei primi del Novecento dal pittore Vasily Kandinsky. È conservato nel Museo di Stato Russo di San Pietroburgo.